# The La’s
The La’s — британская рок-группа из Ливерпуля, известная с середины 1980-х до начала 1990-х годов.
Певец, автор песен и гитарист Ли Маверс является наиболее популярным участником группы благодаря хиту «There She Goes»

## История
Группа была образована Майком Бэдгером в 1984 году, а Маверс присоединился к группе вскоре после того, как группа набрала популярность, часто меняющийся состав вращался вокруг дуэта Ли Маверса (вокал, гитара) и Джоном Пауэром (бас, бэк-вокал) наряду со множеством других гитаристов и барабанщиков, в том числе Полом Хеммингсом, Крисом Шарроком, Барри Саттоном, Нилом Маверсом и Питером «Камми» Кэмелсом.
После ухода Бэдгера в конце 1986 года, группа подписала контракт со студией Go!Discs в 1987 году и они начали запись своего дебютного альбома. После выхода сингла «Way Out» в 1987 году, «There She Goes» в 1988 году и «Timeless Melody» в 1990 году, у них был перерыв между записями альбомов, группа выпустила свой дебютный альбом La’s в 1990 году. Альбом получил теплые отзывы критиков, но имел скромный коммерческий успех. После записи альбома Джон Пауэр покинул группу и в результате чего с 1992 года у группы был длительный перерыв, который продолжался 20 лет. Позже группа сменила состав в середине 1990-х, 2005-м и 2011-м годах. Тем не менее, никаких новых композиций выпущено не было.